# Брайцев, Сергей Борисович
Сергей Борисович Брайцев (Пустой шаблон {{ВД-Преамбула}} ) — советский и российский хоккеист, нападающий.

## Биография
Воспитанник горьковского «Торпедо», дебютировал за команду 2 февраля 1991 года, проведя единственный матч в сезоне — дома против «Спартака» в высшей лиге (3:2). В сезоне-1991/92 провёл один матч за «Торпедо» и три — за «Кварц» Бор. В следующих трёх сезонах выступал за «Торпедо» и «Торпедо-2». В дальнейшем выступал за команды «Мотор» Заволжье (1996/97), «Технолог» Ухта (1998/99), «Баник» Соколов, Чехия и «Мотор» (1999/00), «Элемаш» Электросталь (2000/01), «Капитан» Ступино (2001/02 — 2002/03).